# Lijst van beelden in Dongen
Dit is een (onvolledige) chronologische lijst van beelden in Dongen. Onder een beeld wordt hier verstaan elk driedimensionaal kunstwerk in de openbare ruimte van de Nederlandse gemeente Dongen, waarbij beeld wordt gebruikt als verzamelbegrip voor sculpturen, standbeelden, installaties, gedenktekens en overige beeldhouwwerken.
Voor een volledig overzicht van de beschikbare afbeeldingen zie: Beelden in Dongen op Wikimedia Commons.

## Dongen
| Geplaatst | Omschrijving                        | Kunstenaar          | Straat                         | Plaats        | Materiaal     | Afbeelding |
| --------- | ----------------------------------- | ------------------- | ------------------------------ | ------------- | ------------- | ---------- |
| 1898      | Sint Jozef                          |                     | Hoge Ham 25 (Mariaoord)        | Dongen        |               |            |
| 1922      | Heilig Hartbeeld                    |                     | Hoge Ham 84 (kerk)             | Dongen        | Natuursteen   |            |
| 1930      | Heilig Hartbeeld                    | Albert Verschuuren  | Vaartweg 108 (kerk)            | Vaart         |               |            |
| 1950      | Bevrijdingskapel                    |                     | Nieuwstraat 19                 | Dongen        |               |            |
| 1955      | Brandweer in actie                  | Hans Claesen        | Oude Baan 21 (Kazerne)         | Dongen        |               |            |
| 1979      | De Looier                           | Dolf Wong Lun Hing  | Looiersplein                   | Dongen        |               |            |
| 1984      | Fonteinbeeld                        | Kees Jansen         | Hoge Ham 62 (achter)           | Dongen        |               |            |
| 1994      | Bevrijdingsmonument                 |                     | Molendijk/Hoofdstraat          | 's-Gravenmoer |               |            |
| 1997      | Vrouw met vogel                     | Jan de Graaf        | Looiersplein                   | Dongen        |               |            |
| 2002      | Carnavalsbeelden                    | Victor Benckhuijsen | Hoge Ham 124 (tuin)            | Dongen        |               |            |
| 2005      | Het speciale zien in het alledaagse | Handle with Care    | Hoge Akker (wijk)              | Dongen        |               |            |
| 2007      | Luwte                               | Kees Jansen         | Prinses Maximastraat           | Dongen        |               |            |
| 2009      | Vrouwen                             | Jos de Wit          | Middellaan (hospice)           | Dongen        | Brons / koper |            |
| 2009      | Olifantje                           | Kees Jansen         | Europaplein                    | Dongen        |               |            |
|           | Heilig Hartbeeld                    |                     | Hoge Ham 25 (Mariaoord)        | Dongen        |               |            |
|           | Vogel-zonnewijzer                   |                     | Rotonde Middellaan-Westerlaan  | Dongen        |               |            |
|           | De Wereld van het Kind              | Kees Jansen         | Otterdonk 5                    | Dongen        |               |            |
|           | Ontmoeting                          | Kees Jansen         | Rembrandtstraat 69 (buurthuis) | Dongen        |               |            |
|           | Sint Agnes                          |                     | Vaartweg 104 (school)          | Vaart         |               |            |